# Новониколаевка (Шахтёрский район)
Новоникола́евка (укр. Новомиколаївка) — село на Украине, находится в Шахтёрском районе Донецкой области. Под контролем самопровозглашённой Донецкой Народной Республики.

## География
В Донецкой области имеется ещё 5 одноимённых населённых пунктов, в том числе в Волновахском районе село Новониколаевка (к югу от Хлебодаровки) и посёлок Новониколаевка к югу от Донецка.

#### Соседние населённые пункты по странам света
С: город Харцызск
СЗ: Молочарка, Гусельское, Пролетарское, Шевченко
СВ: Дубовка, Николаевка, Водобуд, Золотарёвка
З: Холмистое, Вербовка
В: Новопелагеевка, Шахтное
ЮЗ: Грузско-Зорянское
ЮВ: Фёдоровка, Широкое, Войково
Ю: город Иловайск, Зелёное, Садовое, Придорожное, Кобзари

## Население
Население по переписи 2001 года составляло 42 человека.

## Общие сведения
Код КОАТУУ — 1425283403. Почтовый индекс — 86252. Телефонный код — 6255.

## Адрес местного совета
86252, Донецкая область, Шахтёрский р-н, с.Золотарёвка, ул.Ломоносова, 2